# Албанско въстание (1843 – 1844)
Албанското въстание от 1843 – 1844 година, известно и като Въстанието на Дервиш Цара (на албански: Kryengritja e Dervish Carës), е въоръжен бунт в Скопско, Тетовско и Прищинско срещу високото данъчно облагане и засилващата се централизация в Османската империя в резултат от танзиматските реформи. Някои историци включват под същото име и събитията в Дебър, които се развиват едновременно, но независимо от движението на Цара.

## Предистория
Танзиматските реформи, започнали през 1839 година, имат за цел да модернизират Османската империя чрез въвеждане на вдъхновени от Европа реформи. Те включват централизация и рационализиране на администрацията и армията. Това засяга отдавна установения феодален ред (вижте тимариоти и спахии) сред мюсюлманските общности на Империята и, по-специално, властта на местните първенци, които имат значително регионално влияние и често се радват на широка автономия от имперското правителство. Албанците отдавна са източник на войници и държавници за Империята, но замяната на влиятелните местни лидери с османски функционери, налагането на нови данъци, задължителният набор в редовната армия, както и опитът за разоръжаване на албанското население причиняват силно негодувание и размирици в западнобалканските провинции през 1840 – 1843 година.
През лятото на 1843 година жители на Призрен нападат новите длъжностни лица в града. Примерът им е последван от бунтовници в Прищина и Дяково. Тези локални бунтове са потушени бързо от османските власти.

## Въстанието
Въстанието на Дервиш Цара започва в Скопие в юли 1843 година. Непосредствен повод е арестуването и ликвидирането на албанския първенец Абдурахман паша от Тетово и двамата му братя, Хавзи паша от Скопие и Хюсеин паша от Кюстендил. Бунтовниците са подкрепени от други албански паши, както и от местното християнско население. Ръководители са Емин Джамбаз, Сюлейман Толи Търнова, Селман Рогочица, Емин Бояна, Юмер Прешева, Баба Фека, Сейди Меджа, Байрам Ваксинца. Бунтовническите сили нарастват значително, когато изпратеният срещу тях османски предводител Хайредин паша се опитва да рекрутира местни албанци в армията си. През ноември бунтовниците завземат Гостивар. През януари 1844 година, след ожесточени боеве, пада и Тетово. През февруари бунтовници нападат и превземат Скопие. Оглавен от Цара Висш съвет поема управлението на освободените територии. По същото време е превзето Куманово, а след това Прешево, Буяновац, Враня, Лесковац и други територии в северната част на Косово. Бунтът се разпространява и в района на Печ, Дяково, Призрен и Шкодра. През пролетта на 1844 г. той обхваща територия до Охрид и Битоля на юг, северната част на Косово на север, Шкодра на запад и Куманово на изток. Бунтовниците изпращат писмо до албанците от Янинския санджак, наричайки ги братя и молейки ги да не се бият на страната на османската армия.
Опасявайки се от по-нататъшно разширяване на въстанието, турското правителство се опитва да спечели време чрез преговори. Въстаниците настояват за премахване на военния набор, замяна на османските управители с албански и автономия за албанците по подобие на сръбския статут от 1830 година. Османското правителство не приема тези искания, но прави известни отстъпки, за да разедини бунтовниците: обявена е амнистия, новите данъци са отменени, а военният набор е отложен с уговорката, че в бъдеще ще бъде доброволен. Османският главнокомандващ Омер паша Латас обещава и автономия. В същото време Омер съсредоточава в Битоля 30-хилядна армия и през май 1844 г. атакува бунтовниците, като ги принуждава да се оттеглят в района на Тетово, Скопие и Куманово. Тежки боеве се водят на 13-17 май в Таорската клисура и на 18 май при Катланово. Числено превъзхождани и без артилерия, бунтовниците не успяват да устоят дълго. На 21 май османската армия влиза в Скопие, където извършва много репресии. През май и юни, след ожесточени битки с бунтовниците, тя си връща Куманово, Прешево, Буяновац, Враня, Тетово и Гостивар, а през юли завзема цялата област от Качаник до Прищина. През същото лято е заловен Дервиш Цара.

## Събития в Дебър
Залавянето на Дервиш Цара не слага край на бунта, който продължава в областта на Дебър и Шкодра. През есента на 1844 година османската армия се съсредоточава срещу бунтовниците в Дебърския санджак. Османските сили, начело с Реджеп паша, са победени на Мавровското поле от бунтовниците, водени от шейх Мустафа Зеркани. През ноември 1844 година те заявяват, че старата автономия на Дебър не трябва да бъде докосвана. Въстаническата армия, водена от Цен Лека, опитва да спре напредването османската армия, начело с Хайредин паша. Османският командир повтаря обещанията за амнистия, отмяна на новите данъци и отлагане на набора. Най-голяма съпротива бунтовниците оказват в битката при Горица, която продължава пет дни. Според доклада на френски дипломат в Янина, в нея участват дори жени и деца. Османската армия понася големи загуби, но с голямото си превъзходство в хора и въоръжение принуждава бунтовниците да напуснат полесражението.
Османските репресии принуждават голям брой хора да напуснат домовете си. Въпреки че въстанието е потушено, турското правителство отлага прилагането на Танзимата за санджаците на Дебър и Шкодра.